# Xã St. James, Quận Phelps, Missouri
Xã St. James (tiếng Anh: St. James Township) là một xã thuộc quận Phelps, tiểu bang Missouri, Hoa Kỳ. Năm 2010, dân số của xã này là 5.483 người.